# Erik Ahrnbom
Erik Olof Markus Ahrnbom, född den 12 oktober 1967 i Uppsala, är en svensk skådespelare och manusförfattare. Han studerade på Dramatiska Institutets filmmanuslinje mellan åren 1999 och 2002.

## Filmografi

### Roller
- 1998 – Babe - En gris kommer till stan (röst)
- 2002 – Den vilda familjen Thornberry – filmen (röst)
- 2003 – Kopps
- 2006 – Happy Feet (röst)
- 2006 – High School Musical (röst)
- 2007 – High School Musical 2 (röst)
- 2007 – Råttatouille (röst)
- 2008 – High School Musical 3: Senior Year (röst)
- 2014 – Stockholm Stories

### Manus
- 2002 – En andra chans
- 2007 – Linas kvällsbok
- 2012 – Cockpit
- 2014 – Stockholm Stories

## Teater

### Roller (ej komplett)
| År   | Roll     | Produktion                                           | Regi            | Teater |
| ---- | -------- | ---------------------------------------------------- | --------------- | ------ |
| 1993 |          | Poppis The Heather Brothers                          | Eva Rydberg     | Folkan |
| 1994 | Bagheera | Djungelboken Arne Lindtner Naess och Svein Gundersen | Marianne Skovli | Folkan |